# Xenochaetina crassimana
Xenochaetina crassimana är en tvåvingeart som beskrevs av Malloch 1926. Xenochaetina crassimana ingår i släktet Xenochaetina och familjen lövflugor.
Artens utbredningsområde är Venezuela. Inga underarter finns listade i Catalogue of Life.